# Fontelonga
Fonte Longa es una freguesia portuguesa del municipio de Carrazeda de Ansiães, con 11,13 km² de superficie y 355 habitantes (2001). Su densidad de población es de 31,9 hab/km².